# Troupe de La Monnaie en 1781

## Composition de la troupe duThéâtre de la Monnaieen1781
L'année théâtrale commence le 16 avril 1781 et se termine le 16 février 1782.
| Acteurs et chanteurs         | Actrices et chanteuses  |
| ---------------------------- | ----------------------- |
| Arman                        | Armand                  |
| Berger                       | Bursay                  |
| Bultos                       | Canneel                 |
| Calais                       | Darcourt                |
| Canneel                      | Devienne                |
| Darcourt                     | D'Humainbourg           |
| Demoulin                     | Gouault                 |
| Grégoire                     | Keyser                  |
| La Rivière                   | Lochon                  |
| Mees                         | Mees                    |
| Moylin                       | Montroze                |
| Montroze                     | Murson                  |
| Mouton                       | Pérolle                 |
| Pin                          | Rogier                  |
| Saint-Fal                    | Scheltjens              |
| Vallière                     | Sonveau                 |
| Vanhove                      |                         |
| Danseurs et figurants        | Danseuses et figurantes |
| Gambu, maître de ballet      | D'Humainbourg           |
| Pérolle                      | Gilbain                 |
| Cochois                      | Artus                   |
| Du Tack                      | Duchaumont aînée        |
| Erard                        | Duchaumont cadette      |
| Henry                        | Du Moulin               |
| Jouardin père                | Hubair                  |
| Jouardin fils                | Le Clerc                |
|                              | Rosalie                 |
|                              | Vol                     |
| Orchestre                    |                         |
| Vitzthumb, maître de musique | Langlois                |
| Aucaigne                     | Laur                    |
| Bauwens                      | Léon                    |
| Bechmans                     | Lohen                   |
| Borremans                    | Marichal                |
| Dewinne père                 | Mechtler                |
| Doudelet                     | Moris                   |
| Durand                       | Poitiaux                |
| Gehot                        | Scheltjens              |
| Gehot (B.)                   | Sunnens                 |
| Gehot (F.)                   | Van Hamme               |
| Gehot (R.J.)                 | Van Maldere aîné        |
| Godecharle                   | Van Maldere cadet       |
| Hinne                        | Wauthier                |
| Ipperseel                    | Zeghers                 |
| L'Artillion                  |                         |

### Source
- Nouvel almanach ambigu-chantant, Gand 1782.